# Никольская часовня (Екатеринбург)
Никольская часовня — утраченная деревянная старообрядческая часовня в Екатеринбурге. Построена в 1792 году. Принадлежала старообрядцам часовенного согласия. Снесена в 2008 году. Объект культурного наследия народов России регионального значения, оставшийся в реестре памятников истории и культуры Свердловской области под названием Никольская старообрядческая церковь.

## История
Часовня была построена в 1792 году на левом берегу реки Исеть на заимке близ Грязновской мельницы за каменным домом купца Муллова. Сначала именовалась Покровской часовней. В 1812 году перед ней была освящена полотняная церковь во имя Святителя и Чудотворца Николая. Она представляла собой деревянный настил размером 4,1 х 4,1 метра, по углам с 3,6-метровыми столбиками с поперечинами по углам, на которые была натянута пёстрая шелковая или полушёлковая ткань, с тремя входами спереди. Её освятили в полночь и перенесли в алтарь, а пол сожгли или пустили по воде. После этого в часовне стали служить обедни и причащать. Часовня была обита тёсом, выкрашена белой краской, крыша была выкрашена в зелёный цвет. Молельный дом во имя Святителя и Чудотворца Николая (Никольская часовня, Большая часовня, Покровская) — это деревянное бревенчатое неоштукатуренное здание размером 8,5 саж. в длину, 5,5 саж. в ширину, с пристроенным алтарём размером 2 на 3,5 саж. и папертью размером 2 на 3,5 саж. Здание было увенчано двумя небольшими деревянными маковками. Колокольни не было.
После 1917 года при Никольской часовне было образовано религиозное общество, в котором было зарегистрировано 160 верующих, но на богослужениях в ней, по данным милиции, собиралось по 1200 молящихся. В 1930-е годы осталась единственной действующей старообрядческой церковью в городе (для всех направлений). На двух ее этажах разместились три придела: для часовенников, единоверцев и для приемлющих Белокриницкую иерархию. При этом единоверцы служили в нижней части храма, часовенники в верхней части у алтаря (под куполом), а старообрядцы Белокриницкого согласия получили тесное помещение размером 10×7 м в западной части второго этажа. Молельня была закрыта в марте 1941 года. После часовня была швейным цехом, производственной мастерской, складом мебельной фабрики «Маяк».
В июне 2008 года деревянная часовня была снесена. В 50 метрах от её места в 2006—2010 годах возвели каменный храм старообрядцев поморского согласия.

## Архитектура
Часовня находилась в квартале, ограниченном улицами Златоустовской, Симеоновской, Никольской и Александровским проспектом, в глубине участка. Территория часовни была отведена старообрядцам часовенного согласия в конце XVIII века. С начала XIX века здание не имело внешних признаков культового сооружения. В 1842—1843 годах часовню перестроили, добавив восьмигранный барабан с куполом, западный притвор и апсиду. Стены были обшиты досками под руст. Часовня представляла собой двухэтажный деревянный объем базиликального типа с поздними пристроями со стороны северного фасада. Северный и южный фасады симметричны. Стены в уровне первого этажа имели прямоугольные проемы. В верхней части стен были устроены полуциркульные окна (по три на каждом фасаде), обрамленные архивольтами с рустовкой. Западный фасад со стенами по оси фасада имел прямоугольный дверной проём. Западный фасад имел треугольный фронтон, в тимпане которого по оси было слуховое окно. Поверхности стены и фронтона были обшита досками под руст.
Восточный фасад был без использования какого-либо декора. По оси фасада устроено прямоугольное окно.

## Памятник
Решением Свердловского облисполкома № 75 от 18.02.1991 года объект был принят на государственное хранение как памятник градостроительства и архитектуры регионального значения под названием Никольская старообрядческая церковь.